# إيبا أندرسون
إيبا أندرسون (بالسويدية: Ebba Andersson)‏ هي متزحلقة سويدية، ولدت في 10 يوليو 1997 في Sollefteå ‏ في السويد.

## وصلات خارجية
- إيبا أندرسون على موقع الاتحاد الدولي لألعاب القوى (الإنجليزية)
- إيبا أندرسون على موقع الاتحاد الدولي للتزلج (التزلج الريفي) (الإنجليزية)
- إيبا أندرسون على موقع أوليمبيديا (الإنجليزية)
- إيبا أندرسون على موقع اللجنة الأولمبية السويدية (السويدية)